# Казахтелеком
АО «Казахтелеком» (каз. "Қазақтелеком") — крупнейшая телекоммуникационная компания Казахстана, предоставляющая услуги фиксированной телефонии, широкополосного доступа в Интернет, цифрового телевидения, сотовой связи, информационных технологий, местной и международной телефонной связи и др.
Два главных офиса компании расположены в городах Астана и Алматы. Имеет филиалы во всех регионах Казахстана.
10 июня 2024 года Багдат Батырбекович Мусин избран председателем правления Казахтелекома

## История
Акционерная компания «Казахтелеком» была образована в соответствии с постановлением Кабинета Министров Республики Казахстан от 17 июня 1994 года (№ 666 О создании национальной акционерной компании «Казахтелеком») путём передачи имущества государственных предприятий, акционерных обществ и организаций телекоммуникаций (принадлежащих Министерству связи РК) в уставный фонд создаваемого акционерного общества, предоставляющего широкий диапазон услуг связи на всей территории республики.

### Развитие магистральной сети передачи данных
В 2008 году АО «Казахтелеком» завершил строительство Национальной Информационной Супермагистрали (НИСМ). Она включила в себя волоконно-оптические линии связи общей протяженностью более 11500 км, соединившие между собой областные центры республики, города Алматы и Астана. НИСМ является частью международной Транс-Азиатско-Европейской волоконно-оптической линии связи (ТАЕ ВОЛС), имеет стыки с оптико-волоконными телекоммуникационными сетями Китая, России, Узбекистана и Киргизии.

### Развитие ШПД
С 2007 года «Казахтелеком» предоставлял услуги широкополосного доступа к сети Интернет под брендом «Megaline» по технологии ADSL через телефонную линию. С 2010 года предоставление услуг широкополосного доступа к сети Интернет осуществлялось под брендом «ID Net» по технологии FTTH с использованием волоконно-оптических линий связи (оптико-волоконного кабеля).
В 2017 году в рамках программы «Цифровой Казахстан» было запланировано строительство волоконно-оптических линий связи в сельских населенных пунктах (СНП), на базе широкополосного доступа в Интернет. Строительство инфраструктуры предполагалось осуществить в два этапа: первый — 2017-2019 гг., второй — 2020-2025 гг. На первом этапе будут подключены все районные центры и опорные СНП, а также другие СНП на удалении 30-40 км от районных центров. На втором этапе будет развиваться инфраструктура на базе технологии ВОЛС, LTE-450 и спутниковой технологии в Ка-диапазоне в СНП на большом удалении от районных центров.

### Развитие областных и городских телекоммуникационных сетей
В 2000-2017 годах «Казахтелеком» произведена реконструкция и модернизация телефонной сети, осуществлена замена аналоговых автоматических телефонных станций (АТС) на цифровые коммутационные автоматические телефонные станции. Обеспечено переключение абонентов из числа жителей городской и сельской местности на новое оборудование.
Областные и городские телекоммуникационные сети компании расположены в 237 населенных пунктов, из которых:
- 17 городов республиканского значения
- 24 малых города
- 159 районных центров
- 54 населенных пунктов, имеющих выделенный зоновый код (бывшие райцентры)

### Модернизация и развитие сетей телекоммуникаций сельской связи с использованием технологии CDMA
В 2008-2016 годы модернизировались и развивались сети телекоммуникаций сельской связи в сельской местности с использованием технологии WLL CDMA. Вместо сельских аналоговых АТС установили 740 базовых станций CDMA-450, обеспечившие фиксированные телефонные линии в 6100 сельских населенных пунктов. Больше половины сел получили широкополосный доступ в Интернет по технологии сетей мобильной связи третьего поколения EV-DO.

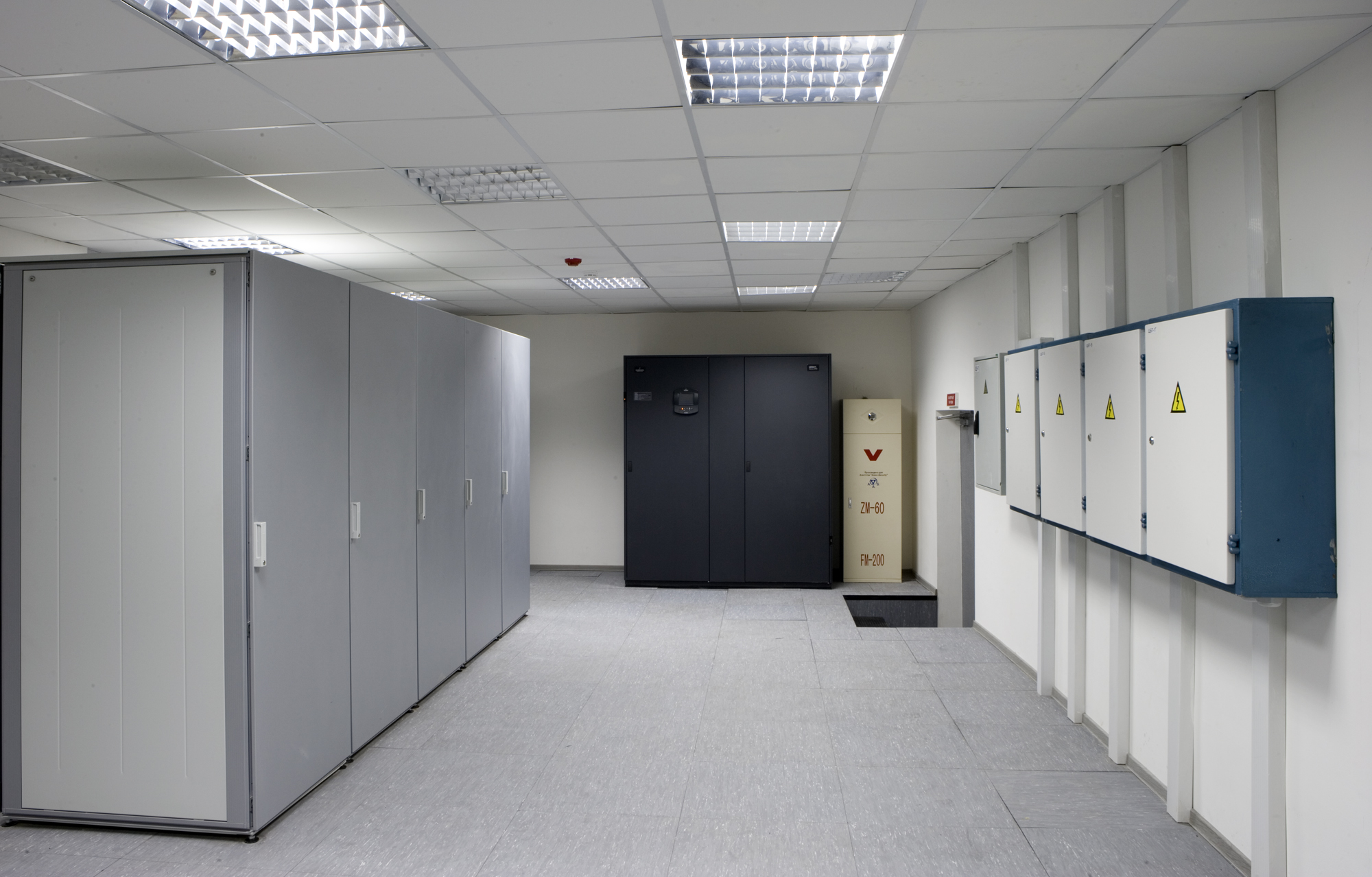

### Слияния, поглощения и приобретения

#### Tele2
В декабре 2009 51 % акций ТОО «Мобайл Телеком-Сервис» приобрела компания Tele2. Сумма сделки составила 550 млн шведских крон ($77 млн) с обязательством инвестировать в оператора 360 млн крон ($50,6 млн). Tele2 также получил опцион на выкуп в течение 5 лет оставшихся 49 % акций МТС, принадлежащих частной компании Amun Capital.
В феврале 2016 года АО «Казахтелеком» и Tele2 Group сформировали совместное предприятие (Khan Tengri Holding B.V.) на базе мобильных операторов АО «АЛТЕЛ» и ТОО «Мобайл Телеком-Сервис», объединенных в единую компанию ТОО «Мобайл Телеком-Сервис» с сохранением узнаваемых рыночных брендов «ALTEL 4G» и «Tele2». По итогам 2016 года рыночная доля совместного предприятия по параметру «абонентская база» достигла 25,3 %.
28 декабря 2018 года Tele2 инициировала put option своей доли в совместном предприятии. Сделка завершилась в конце июня 2019 года.

#### Kcell
В феврале 2012 года «Казахтелеком» завершил сделку по продаже своей доли «GSM Казахстан» Европейской компании TeliaSonera. АО «Казахтелеком» продал 49 процентных долей участия в ТОО GSM Казахстан ОАО «Казахтелеком» (торговые марки Kcell, Activ, Vegaline).
В декабре 2017 года «Казахтелеком» приобрел интернет-магазин «Chocomart».

## Услуги

### Интернет

#### Широкополосный доступ в Интернет
Компания предоставляет широкополосный доступ в Интернет по волоконно-оптическим технологиям FTTH, PON и ADSL2+. Она стала лидером на казахстанском рынке услуг ШПД. По итогам 2017 года услугами компании пользовалось 1,7 млн абонентов.

#### Стоимость услуг доступа в интернет
Стоимость предоставления «Казахтелекомом» услуг доступа в интернет выше, чем у крупных операторов связи в соседней России. С 1 сентября 2018 года произошло повышение стоимости ряда тарифов.

#### Интерактивное телевидение
Компания предлагает платное аналоговое телевидение (кабельное тв) и цифровое IPTV под брендом ID TV, которые принадлежат компаниям-партнерам ТОО «ALACAST» и ТОО «Aziacell», использующим сети телекоммуникаций АО «Казахтелеком». ТОО «ALACAST» и ТОО «Aziacell» не являются дочерними компаниями АО «Казахтелеком».
Компания лидирует на казахстанском рынке услуг платного телевидения: количество абонентов «Казахтелекома» — более 735 тыс. пользователей, из которых свыше 570 тыс. подключены к «ID TV».

#### Облачные услуги
«Казахтелеком» предоставляет услуги «ID Host» — сервиса виртуального хостинга, виртуальных выделенных серверов, физических серверов, облачных услуг (предоставления в аренду вычислительных мощностей, систем хранения данных и резервного копирования, размещенных на облачной платформе). Собственная сеть «Казахтелеком» состоит из 15 дата-центров общей площадью 11 310 м2, позволяющих разместить 22 732 единицы оборудования.

#### IP-телефония
ID Phone — сервис «Казахтелекома» по предоставлению IP-телефонии, основанный на передаче данных по интернету.

### Связь

#### Местная телефонная связь
Компания предоставляет местную телефонную связь. К концу 2017 г. «Казахтелеком» насчитывал 3,4 млн пользователей стационарных телефонов.

#### Сотовая связь
25 декабря 2012 года в Астане и Алматы запущена высокоскоростная сеть LTE, церемония запуска состоялась в рамках Дня индустриализации с участием Н. А. Назарбаева.

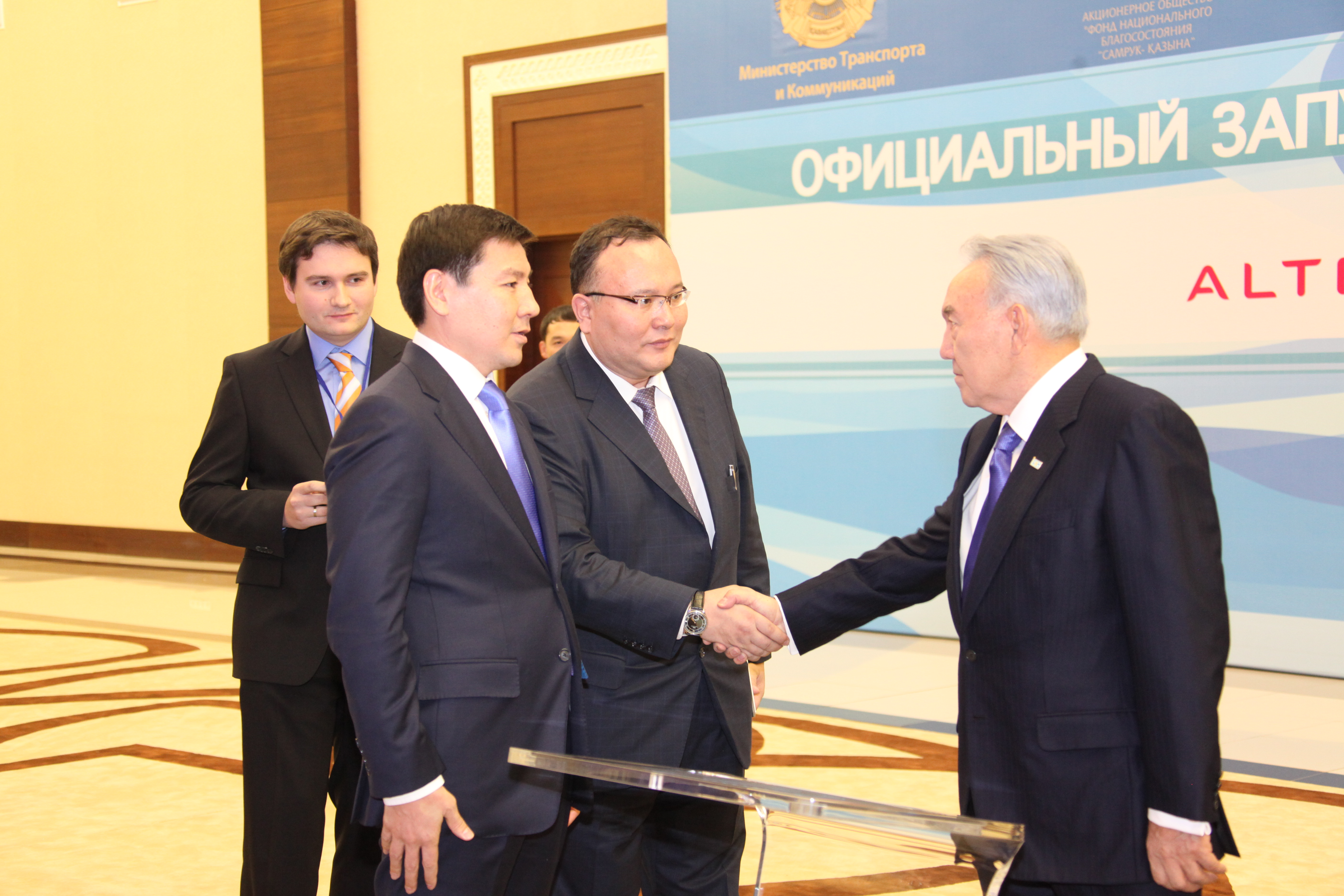
Запуск Altel

### Интеграция цифровых технологий

#### Оператор фискальных данных
в 2015 году постановлением правительства РК «Казахтелеком» был назначен оператором фискальных данных (ОФД), обеспечивающим передачу сведений о денежных расчетах в оперативном режиме в органы налоговой службы по сетям телекоммуникаций. С начала реализации проекта к системе были подключены свыше 82 тысяч контрольно-кассовых машин налогоплательщиков, данные с которых передаются в режиме онлайн в Комитет государственных доходов Министерства финансов Республики Казахстан.

## Оптимизация компании и HR
С 2014 года в АО «Казахтелеком» запустил программу трансформации «Өрлеу», разработанную с помощью специалистов американской компании McKinsey. В рамках программы ежегодно снижается численность персонала. В 2017 году 14 областных дирекций телекоммуникаций были реорганизованы в 6 региональных дирекций телекоммуникаций. В городе Алматы в 2017 году запустили Единый центр управления сетями АО «Казахтелеком». В 2017 году в рамках дорожной карты программы «Өрлеу» прошла оптимизация штата и уровней управления, а также централизация административных и поддерживающих функций. В результате были оптимизированы 1523 штатные единицы. В 2017 году во всех филиалах общества запущена система управления производительностью, являющаяся основным элементом повышения эффективности персонала. Суть системы — постановка чётких, измеримых целей и задач на соответствующий период в виде ключевых показателей деятельности (КПД), от выполнения которых зависит получаемое вознаграждение.

#### Численность работников
| Показатель / Год                  | 2012 | 2013 | 2014 | 2015    | 2016 | 2017    |
| --------------------------------- | ---- | ---- | ---- | ------- | ---- | ------- |
| Количество сотрудников, тыс. чел. | ▼    | ▼    | ▼    | ▼ 26725 | ▼    | ▼ 22863 |

## Показатели деятельности
На 31 декабря 2017 года абонентская база «Казахтелекома» составляет:
- 3,43 млн. абонентов фиксированной телефонной связи;
- 1,7 млн. абонентов фиксированного ШПД;
- 735 тыс. абонентов платного телевидения[15].

В мае 2014 года состоялся запуск GSM/UMTS. Сеть появилась во всех областных центрах Казахстана и 12 городах с населением от 50 тыс. человек[каких?] а также 171 сельском населенном пункте[каких?]. Охват территории Казахстана составил 62 %, или 10,6 млн человек.

## Финансовые показатели

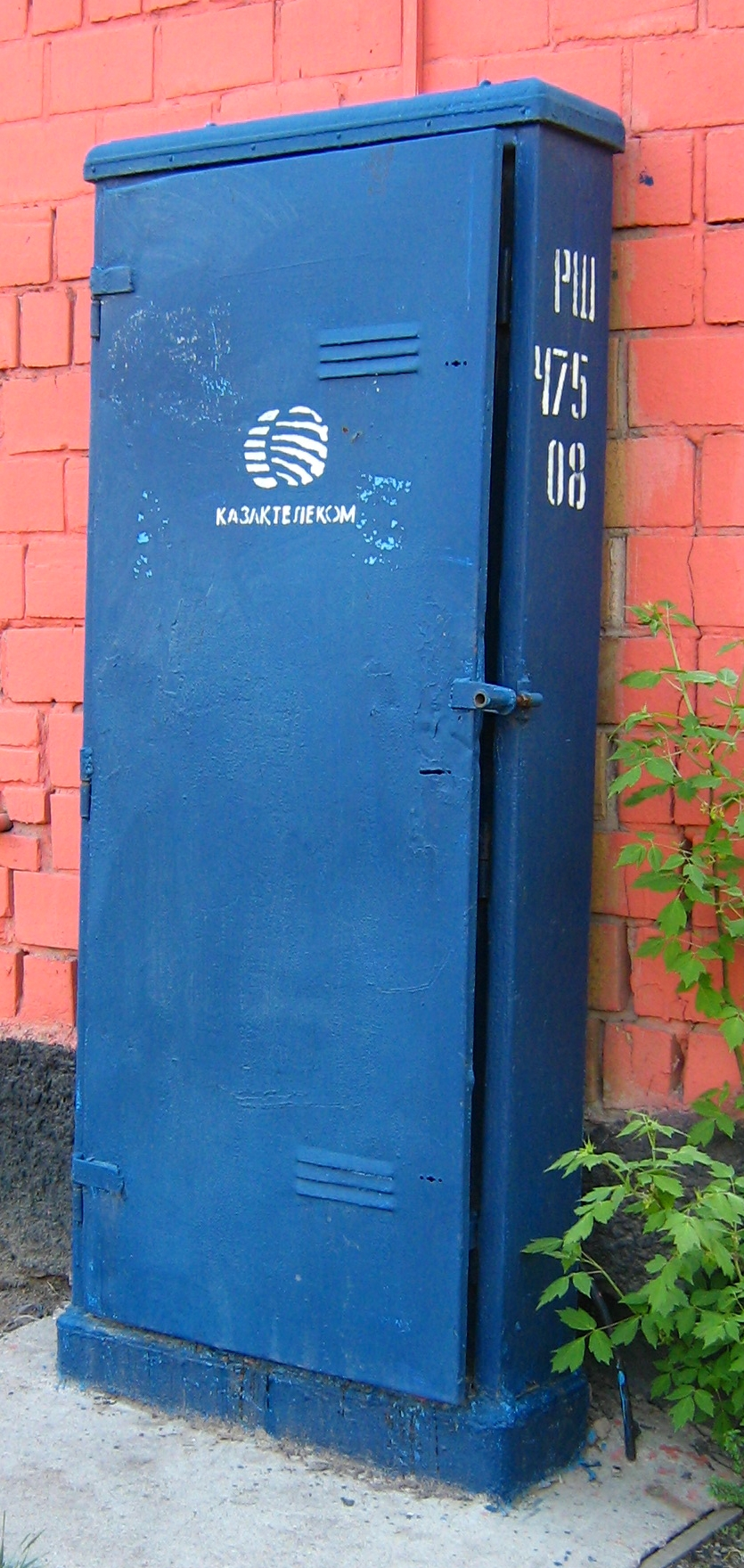
Распределительный телефонный шкаф аналоговой телефонии «Казахтелекома» в Караганде

Объём продаж компании в 2008 (МСФО) — 142,263 млрд тенге ($1 – 151,1 тенге), в 2007 — 127,762 млрд тенге. Чистая прибыль в 2009 — 31,406 млрд тенге (снижение на 4,7 %, 32,970 млрд тенге в 2007). Операционная прибыль в 2008 — 10,581 млрд тенге (25,944 млрд тенге в 2007).
Чистая прибыль «Казахтелекома» за 2010 год — 37,801 млрд тенге.

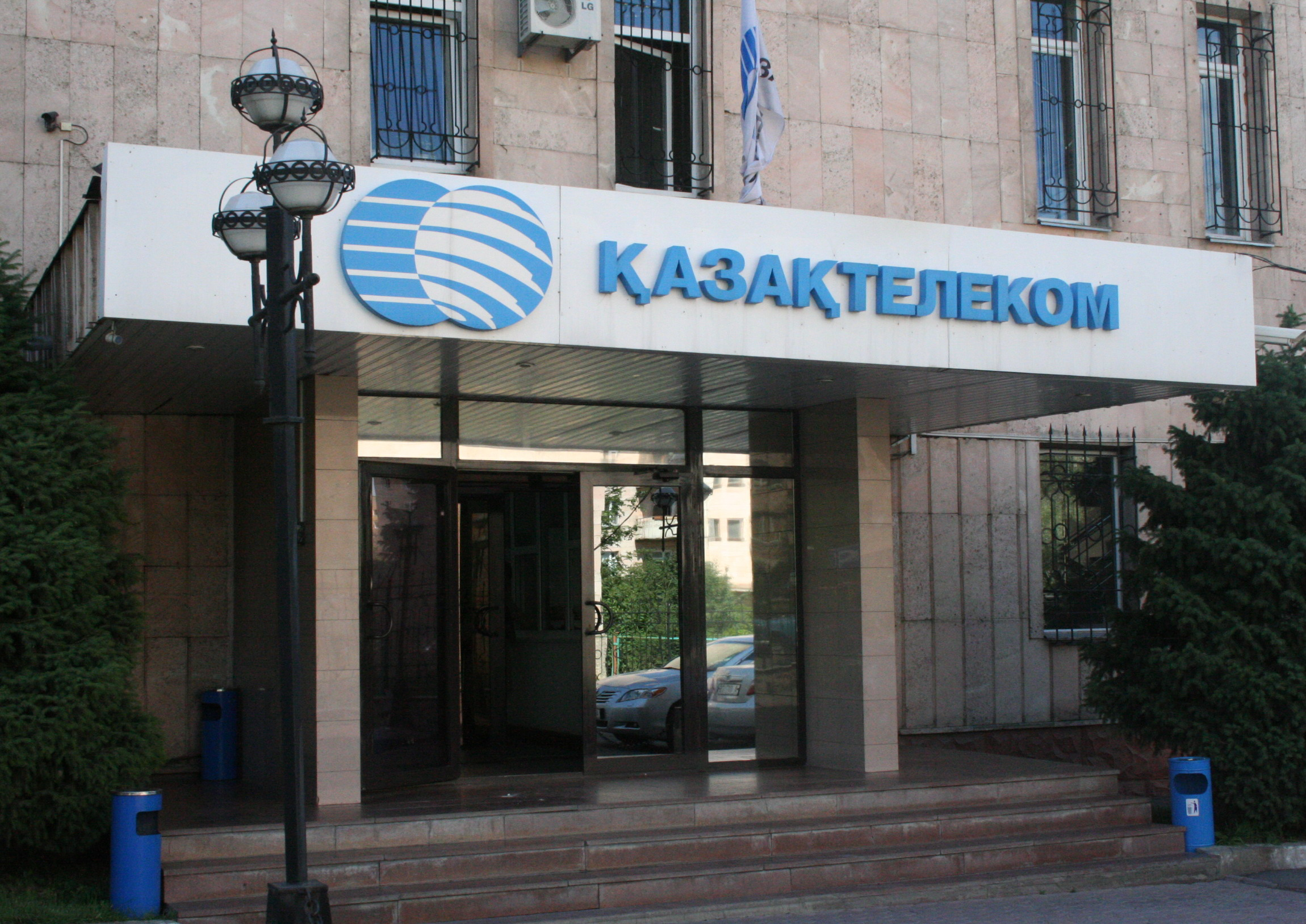
Один из офисов АО «Казахтелеком»

| Показатель                      | 2010        | 2011        | 2012        | 2013        | 2014        | 2015    | 2016    |
| ------------------------------- | ----------- | ----------- | ----------- | ----------- | ----------- | ------- | ------- |
| Собственный капитал, тыс. тенге | 238 592 165 | 282 902 266 | 276 747 499 | 265 503 335 | 207 309 348 | 292 421 | 343 798 |
| Совокупные активы, млн. тенге   | 370 562     | 421 696     | 419 259     | 416 135     | 417 693     | 436 494 | 468 962 |
| Доходы, тыс. тенге              | 152 731 704 | 173 344 036 | 175 668 961 | 190 867 420 | 208 223 284 | 189 754 | 205 820 |
| Чистая прибыль, тыс. тенге      | 34 219 652  | 50 166 816  | 222 129 565 | 19 614 067  | 7 483 619   | 24 388  | 55 832  |
| EBITDA, тыс. тенге              | 53 897 000  | 66 015 000  | 69 068 000  | 65 829 000  | 61 580 000  | 66 745  | 73 718  |
| EBITDA margin, %                | 35.3 %      | 38.1 %      | 39.3 %      | 34.5 %      | 29.6 %      | 35,2 %  | 35,8 %  |

## Собственники и руководство
Государству принадлежит половина доли в национальной компании, остальная часть находится в собственности частных иностранных компаний. Акционеры «Казахтелекома»: 
- Республика Казахстан в лице АО «Фонд национального благосостояния» Казахстана «Самрук-Казына» — (90 % обыкновенных акций);
- SKYLINE INVESTMENT COMPANY S.A. (Люксембург) — (4 % обыкновенных акций);
- ADR The Bank of New York (номинальный держатель) — (2 % обыкновенных акций);
- АО «Центральный депозитарий ценных бумаг» (номинальный держатель) — (1 % обыкновенных акций);
- неизвестные акционеры (3 %)[36].

В 2024 году Антикоррупционная служба РК объявила, что в рамках уголовного дела против племянника бывшего президента Казахстана Назарбаева Кайрата Сатыбалды последним возвращены государству 28,8 процента акций АО "Казахтелеком" на сумму 93,8 миллиарда тенге.
До августа 2018 года 24,95 % акций владела компания SOBRIO LIMITED, зарегистрированная в Лондоне, учредителем которой значился англичанин Себастьян Чарльз Роберт.

### Руководители
Руководителями «Казахтелекома» с момента создания акционерного общества были:
- Байдаулетов Нуржан Талипович (председатель совета директоров, с 2009 года);
- Есекеев, Куанышбек Бахытбекович — (председатель правления, с 15.03.2010 года по 11.06.2024).
- Мусин, Багдат Батырбекович — (председатель правления, с 11.06.2024 года)

### Дочерние компании
В составе АО «Казахтелеком» несколько дочерних компаний, действующих в различных областях экономики. Дочерние и зависимые организации:
- «Khan Tengri Holding B.V.» (Altel+Tele2) (100 %);
- АО «Кселл» (Kcell+Activ) (75 %);
- ТОО «KT Cloud Lab» (100 %);
- ТОО «Востоктелеком» (100 %);
- АО «НУРСАТ» (100 %);
- ТОО «НУРСАТ+» (Интернет-магазин Chocomart.kz) (100 %)[14];
- ТОО «Info-Net Wireless»;
- ООО «КТ-АйИкс» (Российская Федерация) (100 %);
- ТОО «QazCloud» (оказание ИТ услуг группе компаний АО "ФНБ «Самрук-Қазына») (49 %)[41].

## Критика
В 2006 году месячная зарплата президента Казахтелеком Х. Карибжанова составила 365 000 долларов США. Кроме этих ежемесячных выплат, президент АО «Казахтелеком» получал ежегодную премию в размере $2 млн долларов, за что и был уволен Президентом РК Н. А. Назарбаевым с занимаемой должности.
АО «Казахтелеком» по решению уполномоченных органов власти заблокировал ЖЖ (По состоянию на 8 декабря 2010 доступ был открыт). В августе 2011 года Живой Журнал вновь заблокировали за пропаганду терроризма. Министерство по инвестициям и развитию Республики Казахстан 11 ноября 2015 года своим постановлением открыло доступ к Живому Журналу.
Сервисы по предоставлению услуг широкополосного доступа в интернет излишне централизованы, аварии в головном подразделении приводят к недоступности услуги Megaline для более чем миллиона пользователей по всей территории Республики Казахстан на длительные сроки.
Снижение качества широкополосного доступа в интернет происходило на фоне масштабного сокращения численности сотрудников компании: в 2012 году сократили 286 сотрудников компании.
Осенью 2022 года в СМИ была опубликована статья относительно ухудшении методов управления в компании, из-за которых работники обратились с жалобой в адрес председателя правления и к Президенту страны.